# قائمة مواقع ويب إسلامية
هذه قائمة لمقالات عن مواقع ويب إسلامية، تنتشر عدد من المواقع الإسلامية على الإنترنت، وتحتوي بشكل عام على التعاليم الدينية والقرآن الكريم وغير ذلك.

## المواقع

### ا
- إسلام أون لاين
- إسلام ويب
- الإسلام اليوم
- الإسلام سؤال وجواب
- الدرر السنية (موقع ويب)

### ح
- حلال غوغلين

### ش
- شبكة الألوكة
- شبكة فلسطين للحوار

### ق
- قصة الإسلام (موقع)

### ط
- طريق الإسلام

### م
- مجلة الفاتح - مجلة إلكترونية إسلامية للأطفال.
- المركز الفلسطيني للإعلام